# محمد مولسهول
محمد مولسهول (عربی: ياسمينة خضرا؛ زاده ۱۰ ژانویهٔ ۱۹۵۵) یک نویسنده اهل الجزایر است.